# Törés (geológia)
A geológiában a törés az anyagfolytonosság megszakítását jelenti. A kőzetrések és vetők (töréses deformációk) összefoglaló elnevezése. A törési síkoknak a Föld felszínével alkotott metszésvonalainak megnevezésére a törésvonal kifejezést használják, amely azonban nem feltétlenül egyenletes lefutású, hanem elágazó, hajladozó vonalakból álló nyaláb. A törések legfontosabb jellemzői a méretük és a törési felületek térbeli elhelyezkedése (dőlésirány, dőlésszög, felület ívessége).

## Elmozdulások
A törések milyenségének meghatározásakor a jelenségben részt vevő kőzettömbök egymáshoz viszonyított elmozdulása a mérvadó. A törések keletkezésekor létrejövő elmozdulások történhetnek:
- felületre merőlegesen vagy a felülettel szöget bezárva (azaz a keletkező kőzettömbök szétválnak vagy összetolódnak). Ilyenkor hasadék vagy nyomásoldódási felület alakul ki.
- a felület mentén (azaz a keletkező kőzettömbök elcsúsznak egymás mellett). Ilyenkor a törés neve nyírási sík.

A valós elmozdulások a természetben ritkán figyelhetők meg. Meghatározásukhoz a felület mindkét oldalán levő, az elmozdulás előtt egységes viszonyítási pontot kell találni (pl. elmetszett patakok, őslények, telérek stb.). Az elmozdulások a folyamatot kísérő jelenségek tanulmányozása során azonosíthatók be: mivel az elmozdulások általában egyenetlen felületeken mennek végbe, a vető felületén az elmozdulás irányával párhuzamos karcok, csatornák jönnek létre. Ha az elmozdulás iránya szöget zár be a törési felület síkjával, akkor a keletkező üregekben ásványok, breccsák képződnek. Az elmozdulás valós irányának megállapításakor figyelem előtt tartandó, hogy a jelenséget kiváltó feszültségtér megváltozhat vagy akár felújulhat. Ilyen esetekben keletkeznek az úgynevezett könyök alakú karcok, amikor egy oldalirányú elmozdulás hirtelen az egyik kőzettömb lezökkenésével vagy elfordulásával ér véget.

## A törések formái

### Kőzetrés

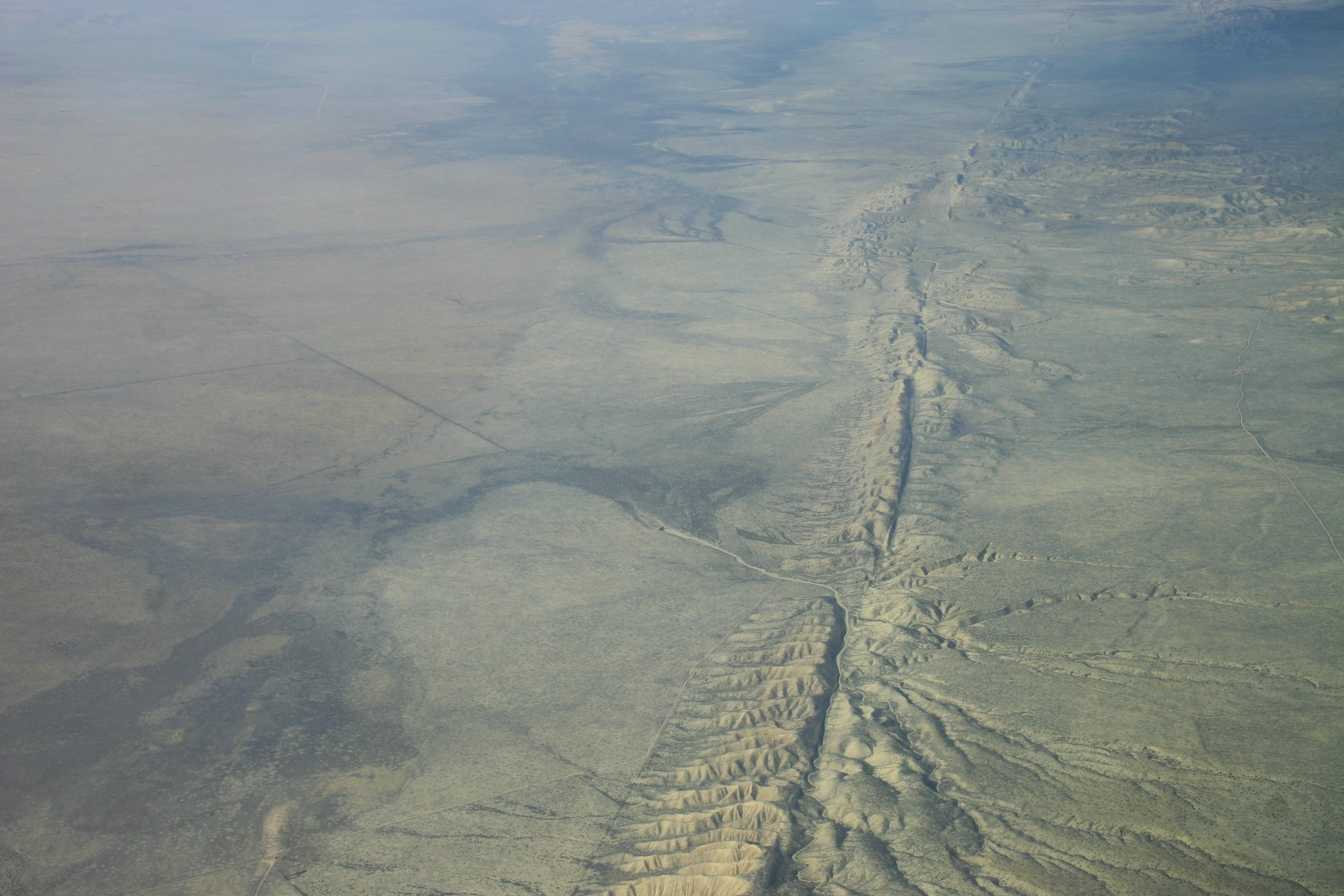
Szent András-törésvonal

A törés legegyszerűbb formája a kőzetrés (vagy litoklázis), ami azon repedést jelenti, amely mentén a kőzet kontinuitása megszakad. A repedés mentén azonban nem történik elmozdulás. Két típusa különíthető el a keletkezési körülményeket figyelembe véve: 
- dilatációs litoklázis – amikor a litoklázis síkjára merőleges irányű mozgás következtében a kőzetrés kitágul
- kompresszív litoklázis – amikor a litoklázis nyíróerők hatására képződik.

A kőzetréseket kitölthetik kvarc- és kalcit erek, limonit-bevonatok, vagy akár üledékes kőzetek is (ha őslénymaradványok is belekerülnek csontbreccsa a neve).
A kőzetrésekben migráló víz kitágíthatja azokat, így keletkeznek például a karsztos hasadékok. A kőzetrésekbe gyakran magma nyomul be, mely ott kristályosodik ki, ilyenkor andezit-telérek vagy dyke-ok képződnek.
A kőzetrések mérete változó a mikroszkopikus nagyságrendtől a több kilométer hosszúságig. Általában néhány száz méter hosszúságúak.
A litoklázisok térbeli helyzete a dőlés adataival illetve a csapás irányával írható le. Térbeli helyzetükben bizonyos szabályos rend ismerhető fel és rendszerint litoklázisrendszer formájában jelentkeznek a kőzettestekben. Az egymással párhuzamos kőzetrések egy litoklázis-rajhoz tartoznak. Az egymásra merőleges, egyidőben keletkezett kőzetrések neve konjugált litoklázis.
A litoklázisok dőlésszöge és iránya függ a kőzetanyagtól: minél merevebb, ridegebb a kőzet, annál meredekebb helyzetű a litoklázis síkja.

### Vetők

A vető típusai
A. csapásirányú vetők
B. normál vető
C. reverz vető

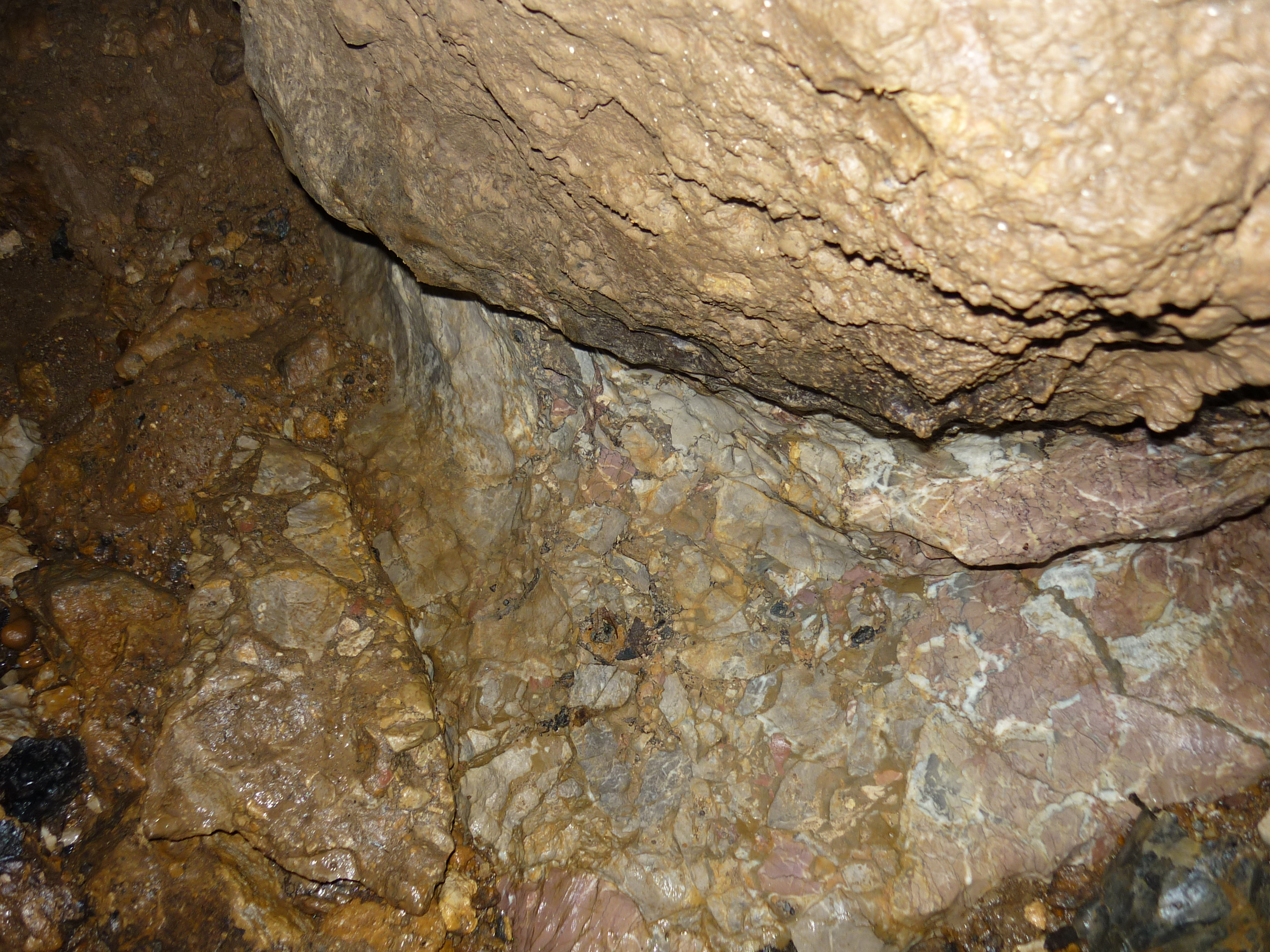
Tektonikus breccsa: hallstatti mészkőtörmelék karbonátos cementben

A vetők olyan törések, amelyek során az érintkező kőzettestek egy nyírási sík mentén elmozdulnak. Ez az elmozdulás lehet néhány centiméter hosszúságú, de elérheti a több száz kilométer hosszúságot is. A vetők képződési folyamata a vetődés. A nagy kiterjedésű vetők rendszerint kisebb mozgások additív halmozódása során keletkeznek, de földrengések során rövid idő alatt jelentős hosszúságú vetők is létrejöhetnek.
A vető alkotóelemei:
- vetősík – az a felület, mely mentén a kőzettestek egymáshoz viszonyítva elmozdulnak.
- vetőszárny – a kőzettestek elmozdulásban érintett felületei.

A vetők osztályozásának alapja a mozgás iránya:
- normál vető (normal fault, dip slip fault) – a mozgásirány a vetősík dőlésirányával azonos
- ferde vető (hinge fault) – a vetőszárnyak rotációs mozgása során keletkeznek
- reverz vető vagy feltolódás (thrust fault) – a normál vető fordítottja: a mozgás ellentétes a vetősík dőlésirányával.
- csapásirányú vetők vagy leveles eltolódások (strike slip faults) – a vetőszárnyak vízszintes irányban mozdulnak el. Ennek több típusa ismert:
  - transzkurrens vető (transcurrent fault) – akár több száz kilométer hosszú vízszintes eltolódás
  - transzform vető (transform fault) – kéregrövidüléses vagy kéregtágulásos szerkezeteket köt össze
  - szinisztrális vető – az elmozdulás bal irányba történik
  - dextrális vető – az elmozdulás jobb irányban történik.

A vetőket általában számos, párhuzamos mellékvető kíséri. Kitöltő anyaguk az elmozduló kőzetblokkok felmorzsolt anyagából keletkező tektonikus breccsa.
Ha a vetődéskor nem szakad meg a kőzetrétegek folytonossága, akkor hajlításos forma, úgynevezett térránc vagy flexura  keletkezik.

## Váltó szerkezetek

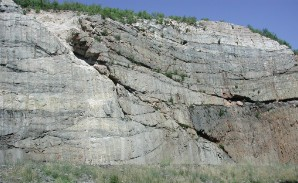
Normál vető az Appalache-hegységben

A törések egyetlen fajtája sem végtelen hosszú. Az alakváltozások egyes törések megszűnésekor másokra ugornak át, azaz az alakváltozás folytonosan változó elvetésű töréseken oszlik meg. Az alakváltozás egyik szerkezetről a másikra kerülése az úgynevezett váltó szerkezetek segítségével történik.
Három típusa ismert:
- közeledő törés – amikor az egyik törés vége a másik elejét is jelenti egyben
- átfedő törés – a két törés egymáshoz viszonyítva kitér, de van átfedő zónájuk
- együttfutó törés – ha a teljes felületükkel egymás mellett futnak.